# 鳥取県立博物館

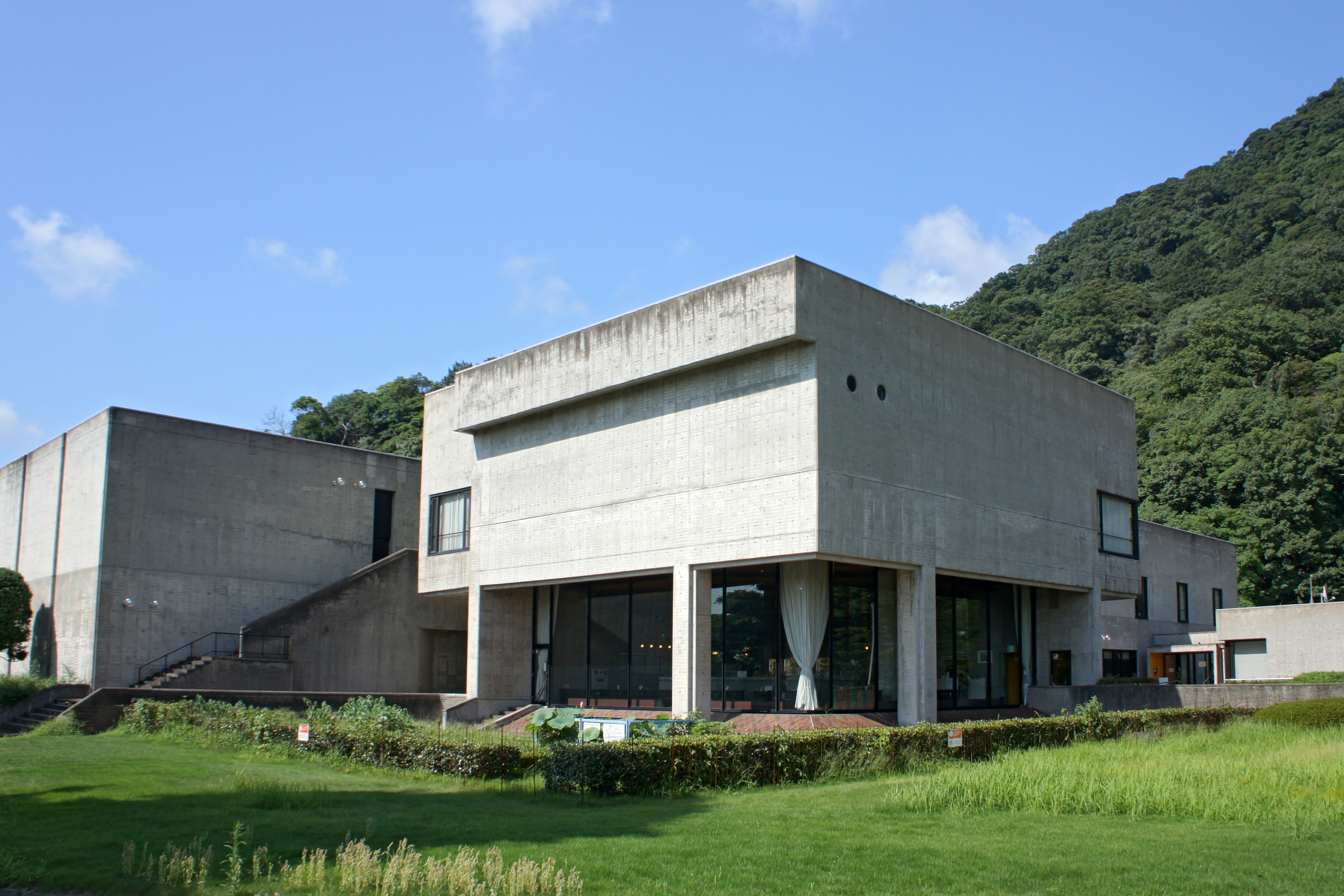
庭園から

鳥取県立博物館（とっとりけんりつはくぶつかん）は、鳥取県鳥取市にある総合博物館。

## 概要
地域文化の発展に寄与することを目的として、1949年、鳥取城跡内に位置する仁風閣内に前身の鳥取県立科学博物館が設立された。現在の鳥取県立博物館は、鳥取市公設運動場跡地に1972年に竣工したものである。
鳥取砂丘や浦富海岸に代表される自然、古代から県成立に至るまでの歴史、郷土作家の芸術作品など、鳥取県に関する様々な資料を展示・紹介する。また、館内の史料閲覧室では、鳥取藩主池田家の史料1万5千点を閲覧することが可能である。
美術部門を分離独立させ、新たに鳥取県立美術館が倉吉パークスクエア内に2025年3月30日に開設された。

## 施設
1F
- 美術展示室
- 歴史・民俗展示室
- 地学・生物展示室
- ミュージアムショップ
- 喫茶「カフェダール・ミュゼ」

2F
- 近代美術展示室
- 第1特別展示室
- 第2特別展示室
- 講堂

## 主な所蔵品
- 佐伯祐三 - 「オーヴェールの教会」
- 前田寛治 - 「西洋婦人像」、「棟梁の家族」、「横臥裸婦」
- ギュスターヴ・クールベ - 「まどろむ女（習作）」
- 沖一峨 - 「龍虎図」、「家翁西京舞妓図」
- 尾崎悌之助 - 「山陰段々畠」
- 國領經郎 - 「杜を映す溜水」
- 須田国太郎 - 「漁村田後」
- 中山巍 - 「椅子に座る女」
- 里見勝蔵 - 「マリーヌの記念」
- 林武「顔」、「裸婦」
- 伊谷賢蔵 - 「クスコの朝市」
- 小島善太郎 - 「テレサの像」
- バーナード・リーチ - 「扁壺」
- 浜田庄司 - 「柿釉丸紋鉄絵大鉢」、「白釉黒流描大鉢」
- 長沢蘆雪 - 「寒山拾得図」
- 本阿弥光悦 - 「猿候図」
- 世界最大級オオサンショウウオ液浸標本
- ダイオウイカ液浸標本
- オオギハクジラ全身骨格

## 利用情報
- 開館時間 - 9時～17時（4月から10月までの間の土曜日は、19時まで開館）
- 休館日 - 月曜日（祝日の場合は開館）、祝日の翌日、年末・年始（12月29日～翌年1月3日）
- 入館料 - 一般180円

## 建築概要
- 設立 - 1949年
- 竣工 - 1972年
- 規模 - 地上2階（一部3階）、地下1階
- 構造 - RC造
- 敷地面積 - 14,228m2
- 建築面積 - 3,576m2

## 交通アクセス
- 山陰本線 鳥取駅から日本交通バスで砂丘・湖山・賀露方面行「西町」下車徒歩5分、または鳥取市100円循環バスくる梨青コースで「仁風閣・県立博物館」下車

## 周辺情報
- 仁風閣
- 鳥取県立鳥取西高等学校
- 鳥取市立北中学校
- 鳥取市立久松小学校
- 鳥取市立醇風小学校